# Штыбар, Зденек
Зденек Штыбар (чеш. Zdeněk Štybar, род. 11 декабря 1985 в Плане, Чехословакия) — чешский профессиональный велокроссовый и шоссейный велогонщик, выступающий с 2011 года за команду «Deceuninck-Quick Step». Победитель общего зачёта Кубка мира (2009/2010), трёхкратный чемпион мира (2010, 2011, 2014), многократный чемпион Чехии (2008—2013) по велокроссу. Двукратный Чемпион Чехии в групповой гонке на шоссе (2014, 2017).

## Победы в велокроссе
2002
- Чемпион Чехии среди юниоров

2005
- Чемпион мира до 23 лет
- Чемпион Чехии до 23 лет

2006
- Чемпион мира до 23 лет
- Чемпион Чехии до 23 лет

2008
- Чемпион Чехии

2009
- Чемпион Чехии

2010
- Победитель общего зачёта Кубка мира по велокроссу сезона 2009/2010
- Чемпион мира
- Чемпион Чехии

2011
- Чемпион мира
- Чемпион Чехии

2012
- Чемпион Чехии

2013
- Чемпион Чехии

2014
- Чемпион мира

А также
- победы на 7 этапах Кубка мира
- 6 этапах серии «Cyclo-cross Superprestige»
- 3 этапах серии «BPost Bank Trophy»

## Достижения на шоссе
2006
1-й на этапе 6 - Вуэльта Льейды
1-й на этапе 3 - Тур Пириней
2010
1-й в Прологе - Тур Словакии
2011
3-й - Чемпионат Чехии в групповой гонке
3-й - Четыре дня Дюнкерка
2012
1-й на этапе 3 - Тур Польши
2-й - Четыре дня Дюнкерка
1-й на этапе 4
2-й - Чемпионат Чехии в индивидуальной гонке
10-й - Париж — Тур
2013
1-й  - Энеко Тур
1-й на этапах 3 и 7
1-й на этапе 7 - Вуэльта Испании
1-й на этапе 1(ТТТ) - Тиррено — Адриатико
6-й - Париж — Рубе
2014
Чемпионат Чехии
1-й  в групповой гонке
3-й в индивидуальной гонке
1-й - Бенш — Шиме — Бенш
1-й на этапе 2 Энеко Тур
5-й - Париж — Рубе
7-й - Милан — Сан-Ремо
10-й - Классика Сан-Себастьяна
2015
1-й - Страде Бьянке
1-й на этапе 6 — Тур де Франс
2-й - E3 Харелбек
2-й - Париж — Рубе
3-й - Тур Чехии
1-й  Очковая классификация
1-й на этапе 1(ТТТ) и 4
3-й - Вуэльта Мурсии
5-й - Тур Британии
7-й - Омлоп Хет Ниувсблад
9-й - Тур Фландрии
2016
2-й - Чемпионат Чехии в групповой гонке
2-й - Страде Бьянке
2-й - Бенш — Шиме — Бенш
3-й - Trofeo Pollenca–Port de Andratx
7-й - Тиррено — Адриатико
1-й на этапе 2
7-й - Энеко Тур
8-й - Тур Фландрии
8-й - Гран Пьемонте
2017
1-й  - Чемпионат Чехии в групповой гонке
2-й - Париж — Рубе
4-й - Страде Бьянке
9-й - Кюрне — Брюссель — Кюрне
2018
1-й  Очковая классификация - БинкБанк Тур
6-й - Бретань Классик
6-й - Гран-при Квебека
6-й - Дварс дор Фландерен
7-й - Страде Бьянке
8-й - Гент — Вевельгем
9-й - Париж — Рубе
9-й - E3 Харелбеке
10-й - Тур Фландрии
2019
1-й - E3 БинкБанк Классик
1-й - Омлоп Хет Ниувсблад
4-й - Страде Бьянке
6-й - Волта Алгарви
1-й на этапе 5

## Статистика выступлений

### Чемпионаты
| Соревнование     | Соревнование | 2011 | 2012 | 2013 | 2014 | 2015 | 2016 | 2017 | 2018 |
| ---------------- | ------------ | ---- | ---- | ---- | ---- | ---- | ---- | ---- | ---- |
| Олимпийские игры | RR           |      | —    |      |      |      | НФ   |      |      |
| Чемпионат мира   | RR           | —    | 116  | 26   | 83   | 43   | 45   | 14   | НФ   |
| Чемпионат Чехии  | RR           | 3    | 5    | —    | 1    | —    | 2    | 1    | 5    |
| Чемпионат Чехии  | ITT          | 6    | 2    | —    | 3    | —    | —    | —    | 8    |

### Гранд Туры
| Гранд-Тур00000 00000 000 | 2012 | 2013 | 2014 | 2015 | 2016 | 2017 | 2018 |
| Джиро д'Италия           | —    | —    | —    | —    | —    | —    | 80   |
| Тур де Франс             | —    | —    | —    | 1031 | —    | 102  | —    |
| Вуэльта Испании          | 76   | НФ1  | —    | —    | 63   | —    | —    |

### Однодневки
| Монументальные гонки    |      |      |      |      |      |      |      |      |
| Гонка                   | 2012 | 2013 | 2014 | 2015 | 2016 | 2017 | 2018 | 2019 |
| Милан — Сан-Ремо        | —    | 66   | 7    | 56   | 142  | —    | —    | 67   |
| Тур Фландрии            | —    | 36   | 18   | 9    | 8    | 67   | 10   | 36   |
| Париж — Рубе            | —    | 6    | 5    | 2    | 110  | 2    | 9    | 8    |
| Льеж — Бастонь — Льеж   | —    | —    | —    | —    | —    | —    | —    |      |
| Джиро ди Ломбардия      | —    | —    | —    | НФ   | —    | —    | —    |      |
| Классические гонки      |      |      |      |      |      |      |      |      |
| Гонка                   | 2012 | 2013 | 2014 | 2015 | 2016 | 2017 | 2018 | 2019 |
| Омлоп Хет Ниувсблад     | —    | 92   | 29   | 7    | —    | 14   | 20   | 1    |
| Страде Бьянке           | —    | —    | —    | 1    | 2    | 4    | 7    | 4    |
| E3 Харелбеке            | —    | 40   | 19   | 2    | —    | 53   | 9    | 1    |
| Гент — Вевельгем        | —    | 57   | 20   | 38   | —    | 52   | 8    | 35   |
| Классика Сан-Себастьяна | 45   | —    | 10   | 38   | —    | —    | —    |      |
| Париж — Тур             | 10   | —    | 77   | —    | —    | —    | —    |      |

| —  | Не участвовал  |
| НФ | Не финишировал |

## Личная жизнь
26 июня 2015 года у Штыбара и его жены родился сын Льюис.